# Caballeros en el tiempo
Caballeros en el tiempo es una novela del escritor cubano Armando de Armas, escrita en 1992. La novela nunca pudo ser editada y forma parte de la literatura contestataria dentro de la isla. Fue sacada clandestinamente del país por el autor en y, en 2013, fue publicada por la editorial Atmósfera Literaria, en Madrid, España.

## Reseña
Jorge, personaje inspirado en la figura del líder cubano exiliado Jorge Mas Canosa, va a Cuba durante la invasión de Bahía de Cochinos, integrando un comando que debía desembarcar por el oriente de Cuba. Amadís, un proxeneta cubano, parte a la Guerra Civil Española en una misión muy diferente a la que le fuera encomendada por el Partido Comunista al reclutarlo en La Habana, pues el chulo isleño pretende pacificar la tierra de los iberos mediante la estrategia de la perversión, bajo la idea de que a las huestes enfrentadas, una vez ahítas de hachís y sexo, no les iban a quedar deseos de matarse mutuamente. Al arribar Amadís a Madrid no le estará esperando el intelectual comunista Pablo de la Torriente Brau, como le habían asegurado sus reclutadores en Cuba, sino Jorge, que le da el contacto del Tío Tenazas, sujeto que en el Madrid sitiado, a pesar de La Pasionaria y de los chequistas, regentea un bar clandestino en un edificio semiderruido por las bombas franquistas. En medio de este descontrolado devenir del tiempo, Amadís escapa de Cuba a inicios de la década de los 90, secuestrando un barco a punta de pistola y bajo fuego de los guardacostas cubanos, mientras Jorge participa en la toma de La Habana por los ingleses en 1762. La novela es también y sobre todo una historia de amor en el límite de la muerte.
- Datos: Q15640757